# Wahnebergen
Wahnebergen (plattdeutsch Wambarg'n) ist ein Ortsteil der Gemeinde Dörverden im Landkreis Verden, Niedersachsen.

## Lage
Wahnebergen liegt nördlich von Dörverden an der Bundesstraße 215, wenige Kilometer südlich von Verden (Aller). Westlich am Ort führt die Bundesstraße 215 vorbei. Durch den Ort verläuft die Kreisstraße 14. Am östlichen Ortsrand führt die Bahnstrecke Wunstorf–Bremen vorbei.

## Geschichte
Der Ort wurde 1230 erstmals als Wanebergen erwähnt. Das Rittergeschlecht derer zu Wahnebergen wurde damals auch erstmals genannt. Bereits 1742 wurde eine Schule erwähnt. Nach der Schließung der Schule wurde dort ein Kindergarten eingerichtet.

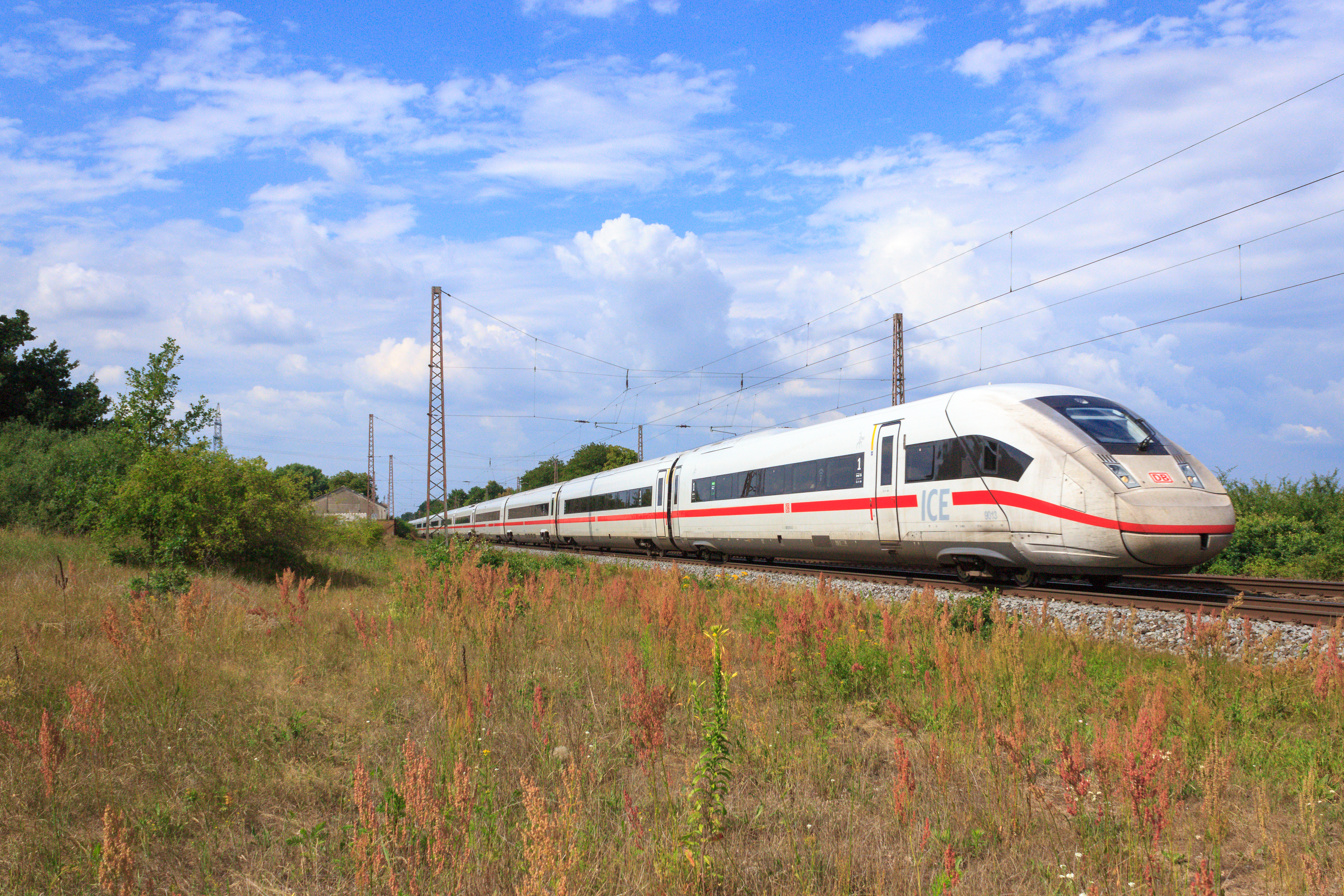
ICE 4 bei Wahnebergen, Juli 2018

Die Bahnstrecke (Hannover–)Wunstorf–Bremen wurde 1847 eröffnet und Wahnebergen erhielt einen eigenen Bahnhof. Dort zweigte ab 1905 die Bahnstrecke Celle–Wahnebergen ab, die bis in die 1990er Jahre bestand. Heute befindet sich am ehemaligen Bahnhof noch eine Überleitstelle.
Am 1. Februar 1971 wurden die Gemeinden Ahnebergen und Stedebergen aufgenommen. Am 1. Juli 1972 wurde Wahnebergen in die Gemeinde Dörverden eingegliedert.